# Romano Lemm
Romano Lemm (Dielsdorf, 25 giugno 1984) è un hockeista su ghiaccio svizzero professionista che gioca nel ruolo di centro. Milita nel campionato svizzero con la maglia dei Kloten Flyers.